# Prosper Mars
Ne doit pas être confondu avec Prosper Avril.
Prosper Mars, né à Versailles le 17 frimaire an VII (7 décembre 1798) et mort dans l'ancien 5e arrondissement de Paris le 13 novembre 1839, est un auteur dramatique et romancier français.

## Biographie
Prosper Mars naît à Versailles en 1798, fils d'Anne Guillemin et Antoine Jean Mars, étudiant en droit et futur conseiller à la cour d'appel de Paris,.
Nageur réputé, Prosper Mars se fait d'abord connaître en publiant en 1819 un Manuel du nageur. On lui doit six romans humoristiques dont Mes caravanes qui est remarqué par Stendhal, et deux vaudevilles, écrits en collaboration avec Charles Hubert, qui ont été représentés au théâtre de l'Ambigu-Comique.
En 1825, il épouse à Paris Judith Victorine Tiercy.
Il partage son temps entre Londres où il devient rédacteur en chef du journal Le Furet de Londres, fondé par lui en 1826, et Paris où il s'établit un temps comme libraire-éditeur.
Il meurt à l'âge de 40 ans, en 1839.

## Œuvres
- 1819 : Manuel du nageur, ou Principes nouveaux pour se perfectionner dans la natation, suivi de l'Art de plonger avec grâce, par M. P. M*** (M. Prosper Mars), 1 volume in-12 orné de gravures, chez Locard et Davy à Paris[9]
- 1823 : Blaise l'éveillé, ou le Magister amoureux, avec Louis-François Raban, 3 volumes in-12, chez Sanson et chez Béchet, libraires à Paris[10](réédité en 1839 chez Corbet aîné à Paris)
- 1823 : Le Concert de village, folie-vaudeville en 1 acte, mêlée de couplets, avec Charles Hubert, au théâtre de l'Ambigu-Comique (5 mars)[11], édité chez Pollet libraire à Paris
- 1823 : Renard et Corbeau, vaudeville en 1 acte, avec Charles Hubert, au théâtre de l'Ambigu-Comique (13 septembre)[12], édité chez Sanson, chez Barba, chez Martinet et chez Quoy, libraires à Paris
- 1823 : Les Cuisinières, macédoine en deux volumes, avec Louis-François Raban, musique d'Antoine Fontaine, 2 volumes in-12, chez Sanson, chez Lecointe et Durey et chez Haut-Coeur et Gayet, libraires à Paris[13] (nouvelle édition revue et corrigée en 1837 chez Tenon libraire à Paris)
- 1824 : Mes caravanes, ou Folies sur folies, 2 volumes in-12, chez Lecointe et Durey et chez Haut-Coeur et Gayet, libraires à Paris
- 1825 : Guide du Prussien, ou Manuel de l'artilleur sournois, à l'usage des personnes constipées, des personnages graves et austères, des dames romantiques et de tous ceux qui sont esclaves du préjugé, 1 volume in-12, chez Ponthieu libraire à Paris[14]
- 1838 : Peter King, introduction de François Chatelain, 2 volumes in-8, chez Haut-Cœur et Cie libraires à Paris et chez Bellizard et Cie à Saint-Pétersbourg[15],[16],[17]
- 1839 : Le Résurrectionniste, 1 volume in-8, chez Haut-Cœur et Cie libraires à Paris[18].